# Station Mikunigaoka
 Station Mikunigaoka  (三国ヶ丘駅 (Nankai)/三国ケ丘駅 (JR West),  Mikunigaoka -eki) is een spoorwegstation in de wijk Nishi-ku in de Japanse stad Sakai. Het wordt aangedaan door de Hanwa-lijn (JR) en de Koya-lijn (Nankai). Daar de lijnen haaks op elkaar lopen, heeft het station vier sporen, gelegen aan vier zijperrons. 

Hoewel beide spoorwegmaatschappijen dezelfde naam voor het station hanteren, wordt deze door elke maatschappij anders gespeld. 

## Lijnen

### Nankai
| 1 | ■ Koya-lijn | richting Nakamozu, Kawachi-Nagano en Koyasan       |
| 2 | ■ Koya-lijn | richting Kishinosato-Tamade, Shin Imamiya en Namba |

### JR West
| 1 | ■ Hanwa-lijn | richting Ōtori, Hineno en Wakayama |
| 2 | ■ Hanwa-lijn | richting Tennōji en Ōsaka          |

## Geschiedenis
Het station werd in 1942 geopend aan de Hanwa-lijn. In 1968 werd het gedeelte voor de Koya-lijn voltooid. In 1986, 1999 en 2010 werd het station vernieuwd.

## Stationsomgeving

### Winkels
- Yukawa Kagu (meubelzaak)
- Mister Donuts
- 7-Eleven
- FamilyMart
- Lawson
- Tsutaya
- Himalaya Sports

### Eten & drinken
- Shirokiya (Izakaya)
- Nakau (fastfoodrestaurant)
- Gyōza no Ōshō (restaurant)
- Marche (restaurant)

### Overig
- Daisenryō-kofun (graftombe van keizer Nintoku)
- Seikeikai-ziekenhuis
- Hotel Mikunigaoka Liberty
- Postkantoor